# Абузларская волость
Абузла́рская во́лость — административно-территориальная единица в составе Евпаторийского уезда Таврической губернии. Существовала с 1860-х по 1890-е годы.

## История
Образована в 1860-х годах, после земской реформы Александра II в основном из деревень Урчукской волости. Располагалась на западе центральной части степного Крыма, на стыке современных Сакского, Первомайского и Симферопольского районов.

## Население
Первые данные по населению деревень содержатся в «Списке населённых мест Таврической губернии по сведениям 1864 года», но в нём дано разделение только на полицейские станы. В результате эмиграции крымских татар, особенно массовой после Крымской войны 1853—1856 годов, в Турцию, многие деревни опустели, а затем вновь были заселены: одни крымскими татарами, другие — выходцами из внутренних губерний России. По «Памятной книге Таврической губернии 1889 года», по результатам Х ревизии 1887 года, население волости составляло 4335 человек в 43 деревнях. Ко времени составления «…Памятной книжки Таврической губернии на 1892 год» население волости немного сократилось — до 4128 человек, хотя число поселений выросло до 50 населённых пунктов. По неизвестной причине в «Памятной книге… 1889 года» не записан центр волости — деревня Абузлар.

## Состав и население волости на 1892 год
Следующие сведения о составе волости и численности населения содержатся в «…Памятной книжке Таврической губернии на 1892 год». К этому времени началось активное заселение степных районов крымскими немцами, то же произошло с некоторыми деревнями волости. На 1892 год волость включала следующие деревни:
В результате земской реформы 1890-х годов, прошедшей в Евпаторийском уезде позже других, волость была упразднена и разделена на более мелкие.